# 义井镇 (长丰县)
义井镇，原为义井乡，是中华人民共和国安徽省合肥市长丰县下辖的一个乡镇级行政单位。位于长丰县中北部。

## 建置沿革
- 1970年，设义井公社。
- 1983年，改名义井乡。
- 1992年3月，撤区并乡，由原义井乡和车王乡合并为义井乡。
- 2021年2月，撤乡设镇。[2]

## 行政区划
义井镇下辖以下地区：
义井社区、徐巷村、楼丰村、蔡岗村、涂拐村、大郢村、甄祠村、曹岗村、红桥村、黄巷村、杜岗村、塘面村、杨店村、甄湾村、龙王村、向东村、迎水村、曹店村和车王村。